# The Rakes
The Rakes waren eine britische Indierock-Band aus Whitechapel (Ost-London), die am 4. April 2002 gegründet und im Oktober 2009 aufgelöst wurde. Der Grund dafür war „völlige Erschöpfung“.
Der Öffentlichkeit teilte die Band die Trennung über ihre Internetseite mit. „Für The Rakes war es sehr wichtig und die Band war stolz darauf immer 100 Prozent bei jedem Gig zu geben. Wenn wir das nicht mehr geben können, dann werden wir nicht mehr spielen – das war unsere Regel vom ersten Tag an. Nach vielen Überlegungen sind wir zu dem Schluss gekommen, dass wir nicht mehr in der Lage sind 100 Prozent zu geben. Es tut uns leid für all die Menschen, die uns auf der UK und US Tour sehen wollten. Es ist seltsam, die Trennung selbst bekanntzugeben, doch wir wollen uns bei unseren geliebten Fans, all den tollen Leuten, mit denen wir zusammengearbeitet haben, unserem Management und unserem Plattenlabel bedanken. […] Vielen Dank für die tolle Zeit. Es war eine grandiose Party. Doch jetzt müssen wir auch mal schlafen!“

## Diskografie

### Alben
| Jahr | Titel             | Höchstplatzierung, Gesamtwochen, AuszeichnungChartsChartplatzierungen (Jahr, Titel, Platzierungen, Wochen, Auszeichnungen, Anmerkungen) | Anmerkungen |
| Jahr | Titel             | UK | Anmerkungen |
| ---- | ----------------- | --- | ----------- |
| 2005 | Capture / Release | UK32 Silber · (2 Wo.)UK |             |
| 2007 | Ten New Messages  | UK38 (2 Wo.)UK |             |

Weitere Alben
- 2009: Klang

### Singles
| Jahr | Titel Album                                       | Höchstplatzierung, Gesamtwochen, AuszeichnungChartsChartplatzierungen (Jahr, Titel, Album, Platzierungen, Wochen, Auszeichnungen, Anmerkungen) | Anmerkungen             |
| Jahr | Titel Album                                       | UK | Anmerkungen             |
| ---- | ------------------------------------------------- | --- | ----------------------- |
| 2004 | 22 Grand Job Capture / Release                    | UK39 (2 Wo.)UK | Charteinstieg erst 2005 |
| 2004 | Strasbourg Capture / Release                      | UK57 (1 Wo.)UK |                         |
| 2005 | Retreat Capture / Release                         | UK24 (2 Wo.)UK |                         |
| 2005 | Work Work Work (Pub Club Sleep) Capture / Release | UK28 (3 Wo.)UK |                         |
| 2006 | All Too Human –                                   | UK22 (2 Wo.)UK |                         |
| 2007 | We Danced Together Ten New Messages               | UK38 (2 Wo.)UK |                         |

Weitere Singles
- 2009: The World Was a Mess But His Hair Was Perfect
- 2009: 1989

## Trivia
- Der Song „Strasbourg“ gehört zum offiziellen Soundtrack des Computerspiels FIFA 06.
- Der Song „Open Book“ wird für das Spiel Rayman Raving Rabbids TV Party verwendet.
- Der Song „Terror“ wird für das Spiel Saints Row 2 verwendet.